# Oceanitis viscidula
Oceanitis viscidula är en svampart som först beskrevs av Jan Kohlmeyer, och fick sitt nu gällande namn av J. Dupont & E.B.G. Jones 2009. Oceanitis viscidula ingår i släktet Oceanitis och familjen Halosphaeriaceae.   Inga underarter finns listade i Catalogue of Life.